# 歸零代碼

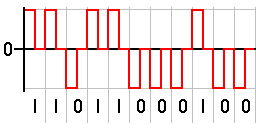
RZ波型

歸零代碼(return-to-zero, RZ)是一種電信號代碼，其中信號在每個脈沖之間「返回」為零。即使信號中出現多個連續的0或1。信號是自動計時的。這意味著不需要將單獨的時鐘與信號一起發送，但是與不歸零代碼相比，使用兩倍的帶寬來實現相同的數據速率。
“零”之間的每個位是中性或靜止狀態，例如零振幅在脈波振幅調變（PAM），零相移在相位偏移調變（PSK），或中期頻在頻率偏移調變（FSK ）。該“零”狀態通常是中途之間顯著條件表示1位和代表0比特的其他顯著條件。
儘管歸零（RZ）包含同步規定，但它仍然具有DC分量，在0或1位長字符串期間導致“基線漂移”，就像線路代碼不歸零一樣。